# Terphothrix mentor
Terphothrix mentor är en fjärilsart som beskrevs av Dyar 1910. Terphothrix mentor ingår i släktet Terphothrix och familjen tofsspinnare. Inga underarter finns listade i Catalogue of Life.